# Concept
Un concept este un semnificant lingvistic, un ansamblu de caracteristici modale gândite unitar. El este o generalizare și abstractizare plecând de la experiență sau rezultând ca urmare a transformării, sintetizării unor idei. Este o formă elementară a gândirii, o idee generală. Diferă de imaginea mentală prin faptul că aceasta este individuală. Conceptele sunt abstracte.
Termenul concept este compatibil cu mai multe interpretări, începând de la semnificația minimală a unui cuvânt izolat, trecând la semnificația contextuală a unui cuvânt înglobat într-un mesaj, apoi la semnificația unui șir de cuvinte și sfârșind cu semnificația unitară a unui discurs specific, tratând un anume subiect.
Conceptul poate defini o idee introdusă fie în spațiul științific, tehnologic, managerial, politic, cultural, filozofic, social sau critic evaluant.
În accepțiunea cotidiană utilizăm cuvintele concepte ca desemnanți și semnificanți ai fiecăreia din componentele realității sau acțiunilor noastre în realitate, așa cum le reflectă modal mintea noastră și le cuplează la cuvintele corespunzătoare.
În tehnologie avem conceptele: materie primă, unealtă, meserie, funcție, mașină, unealtă programabilă, lanț tehnologic, produs finit, etc.
În informatică avem conceptele: limbaj de programare, algoritm,  cod, sistem de operare, operand, funcție, variabilă, procedură.
În cultură putem trata diferite tipuri de creații drept concepte culturale particulare sau generalizate. Avem astfel conceptele distincte: român, poezie, dramă aparținând conceptului înglobant literatură. De asemenea avem diferitele creații muzicale, picturale, teatrale, regizorale, toate aparținând conceptului de obiect cultural.
În filozofie întâlnim concepte generalizante, numite categoriale, o categorie fiind un sens generalizant, care denominează și înglobează o largă gamă de particularități structurale, relaționale, dinamice sau interactive, provenite din același spațiu fenomenal sau intelectiv, acoperind aceeași acțiune creativă sau descriptiv-explicativă.
Exemplu clasic de concept filozofic este substanța sau materia, semnificare generică care include în dimensiunea ei conceptuală diversitatea stărilor materiei și a manifestărilor ei fenomenale.
Conceptele științifice sunt calitative, adică numai modal semnificante și separante de modalități ca forma, relația, proprietatea, interactivitatea și conceptele cantitative, cuantificante precis de modalitate.
Știința posedă și utilizează atât concepte calitative precum timp, spațiu, forță, acțiune, viteză, energie, masă, precum și concepte-sensuri cantitative, utilizate ca măsuri ale realității sau teoretizării formale ale realității, precum conceptele de număr, funcție, relație funcțională, ecuație diferențială, pentru a descrie cantitativ obiecte și procese naturale, pentru a oferi predicții anticipate ale acelor fenomene, care pot avea urmări pozitive sau negative importante asupra omului sau societății.
În orice spațiu al practicii sau teoriei conceptualizant-creative ne situam, orice nouă dezvoltare fie ea de tip obiect, acțiune, unealtă, serviciu, sau procedură specific organizantă, primește numele de concept, exemple fiind un nou concept de automobil, avion, elicopter, concept armă, strategie, concept organizare, concept scop, concept inițiativă, concept utilitate etc...
Se pot diferenția și concepte metafizice clasice precum conceptele de: existență, ființă, finalitate, substanță, gândire, realitate, obiectivitate, subiectivitate, cauzalitate, necesitate, contingență.
Conceptul cuprinde, am putea spune fie o informație-realitate precis denominabilă
a, cuprinzând sensul sau mulțimea sensurilor alocabile unui cuvânt, fie o realitate compozită, multi semnificanta, localizabila si descriptibila modal prin conexiunea specifică a unui sir de concepte distincte, necontradictoriu corelate, exemplu o particularitate fenomenală, comportamentală, mentală, emoțională sau mixtă.
Conceptul de scaun este ideea unui obiect de mobilă pe care se așază o singură persoană. Imaginea mentală a unui scaun este de exemplu scaunul roșu, cu patru picioare, din plastic pe care stau eu în acest moment.

## Definirea conceptelor
În comprehensiune se explicitează mulțimea atributelor pe care le definește conține conceptul; în extensiune se furnizează o colecție de obiecte care posedă toate proprietățile conceptului. Comprehensiunea și extensiunea se află într-o relație circulară (construcția fiecăreia implică cunoașterea celeilalte) și într-o relație inversă ( cu cât una este mai bogată cu atât cealaltă este mai săracă).

## Importanța conceptelor
Conceptele sunt importante în organizarea cunoștințelor, în raționamentul logic, creativitate. Limbajul presupune concepte, majoritatea cuvintelor desemnând tocmai concepte.